# Phlebarcys incurvata
Phlebarcys incurvata är en insektsart som beskrevs av Victor Lallemand 1928. Phlebarcys incurvata ingår i släktet Phlebarcys och familjen spottstritar. Inga underarter finns listade i Catalogue of Life.